# Bryant (Illinois)
Bryant és una població dels Estats Units a l'estat d'Illinois. Segons el cens del 2000 tenia 255 habitants.

## Demografia
Segons el cens del 2000, Bryant tenia 255 habitants, 96 habitatges, i 72 famílies. La densitat de població era de 378,7 habitants/km².
Dels 96 habitatges en un 32,3% hi vivien nens de menys de 18 anys, en un 59,4% hi vivien parelles casades, en un 10,4% dones solteres, i en un 24% no eren unitats familiars. En el 15,6% dels habitatges hi vivien persones soles el 10,4% de les quals corresponia a persones de 65 anys o més que vivien soles. El nombre mitjà de persones vivint en cada habitatge era de 2,66 i el nombre mitjà de persones que vivien en cada família era de 2,97.
Per edats la població es repartia de la següent manera: un 24,3% tenia menys de 18 anys, un 13,3% entre 18 i 24, un 27,8% entre 25 i 44, un 18,4% de 45 a 60 i un 16,1% 65 anys o més.
L'edat mediana era de 34 anys. Per cada 100 dones de 18 o més anys hi havia 96,9 homes.
La renda mediana per habitatge era de 28.636 $ i la renda mediana per família de 28.977 $. Els homes tenien una renda mediana de 31.875 $ mentre que les dones 23.571 $. La renda per capita de la població era de 13.740 $. Aproximadament el 10,1% de les famílies i el 14,3% de la població estaven per davall del llindar de pobresa.

## Poblacions més properes
El següent diagrama mostra les poblacions més properes.